# Даниэль Руссо
Даниэль Руссо (фр. Danielle Rousseau) — одна из второстепенных героев телесериала «Остаться в живых» (производство ABC). Персонаж сыгран актрисой Мирой Фурлан. В пятом сезоне появлялась молодая Руссо, её играла актриса Меллиса Фарман.

## Биография

### До встречи с выжившими
Руссо прибыла на остров из Франции в составе научной экспедиции из шести человек, среди которых был её любовник по имени Роберт. В то время Даниэль была на седьмом месяце беременности. Когда судно экспедиции находилось в трёх днях пути от Таити, они засекли сигнал, передающий таинственный цифровой ряд, и решили изменить курс, чтобы найти его источник. Ночью они попали в шторм, а затем их судно разбилось о скалы острова. Руссо и её товарищам удалось спастись. Разбив на берегу лагерь, они отправились на поиски источника сигнала и через несколько недель добрались до Темной территории. Там они нашли корабль «Чёрная скала» и радиовышку.
На обратном пути члены экспедиции столкнулись с Другими, после чего, по утверждению Руссо, «заразились». Позднее в разговоре с Саидом она утверждала, что ни разу не видела Других, а только слышала их шёпот в лесу. Так или иначе, она убила всех заразившихся — и в том числе Роберта, — а затем вернулась на радиовышку и переписала сигнал. Вскоре после этого она родила девочку, которую назвала Александрой. Через неделю Руссо увидела вдалеке столб чёрного дыма, и той же ночью Бенджамин Лайнус и Итан Ром для того, чтобы стать Другими, похитили её ребёнка. Всего Даниэль прожила на острове 16 лет. За это время (либо ранее с помощью членов экспедиции) она успела составить примерную карту острова. Кроме того, она вновь встречала загадочное явление в виде чёрного дыма, но называла его «охранной системой» острова.

### После встречи с выжившими

#### Сезон 1
Следуя за кабелем в лес, Саид попал в расставленную Даниэль ловушку. Подозревая, что он один из Других, она связала его и пытала электрическим током, спрашивая на разных языках, где её дочь Алекс, но потом поверила, что он не имеет никакого отношения к похищению девочки. Далее она многое рассказала об острове — в частности, о том, как отправила сигнал бедствия с радиовышки, которую потом стали контролировать Другие. Когда Руссо отвлеклась на шум снаружи её жилища, Саиду удалось освободиться и бежать. Он прихватил с собой составленные ею карты острова и записи («Уединение», 9-я серия 1-го сезона).
В лагере эти бумаги попались на глаза Херли. Заметив в них повторяющиеся ряды таинственных чисел, он отправился вместе с группой спасшихся в лес. Когда ему удалось разыскать француженку, она согласилась с его убеждением в том, что эти числа прокляты, так как именно они привели её на остров («Числа», 18-я серия 1-го сезона). Незадолго до встречи с Херли Руссо обнаружила в джунглях беременную Клэр. Девушка была в невменяемом состоянии и звала Итана. Руссо поняла, что она убежала от Других и, несмотря на сопротивление Клер, отвела её к лагерю. От потрясения Клэр потеряла память, но затем все-таки вспомнила все, что случилось с нею («Возвращение домой», 15-я серия 1-го сезона).
После того, как Клэр родила, Руссо пришла в лагерь и, указав на чёрный дым вдалеке, предупредила спасшихся о скором нападении Других. По её мнению, они собирались похитить Аарона, малыша Клэр. Она отвела группу спасшихся к «Чёрной скале» — старинному кораблю, неизвестно как попавшему в джунгли. В его трюме был динамит, с помощью которого спасшиеся планировали взорвать крышку люка, а затем спрятаться от Других внутри бункера («Исход. Часть 1», 23-я серия 1-го сезона). Далее француженка сама похитила Аарона. Оказалось, что она солгала о приближении Других, чтобы выкрасть ребёнка и обменять его на свою дочь. Сделать это Руссо приказали голоса, которые слышались ей в лесу — они шептали, что им нужен ребёнок (имея в виду Уолта). К счастью, Саид и Чарли догнали её и вернули малыша Клер («Исход. Часть 2», 24-я серия 1-го сезона).

#### Сезон 2
В следующий раз Руссо контактировала со спасшимися, когда поймала в ловушку некоего Генри Гейла (впоследствии выяснилось, что на самом деле его зовут Бенджамин Лайнус, и он — лидер Других). Она привела в лес Саида и отдала ему пленника, предупредив, что он будет долго лгать и изворачиваться, прежде чем признается в причастности к врагам. Когда Генри попытался сбежать, Руссо выстрелила из лука, ранив его в плечо («Один из них», 14-я серия 2-го сезона). Спустя пару дней к Руссо за помощью обратилась Клэр. Её ребёнок заболел, и она убедила себя, что помочь ему может только вакцина, которую колол ей Итан. Вспомнив многие события, которые случились с ней после похищения, Клер попросила француженку отвести её в то место в лесу, где Руссо нашла её. Вместе с Кейт они разыскали медицинскую станцию, но она была пуста. Этот факт расстроил не только Клэр, но и Руссо, которая рассчитывала найти хоть какие-то следы своей дочери. Клэр рассказала, что со станции её вывела молодая девушка, которая по возрасту вполне могла бы быть Алекс. Поблагодарив её, Руссо скрылась в джунглях («Декретный отпуск», 15-я серия 2-го сезона).

#### Сезон 3
Позднее Руссо разыскала Кейт и попросила помочь найти поселение Других. Когда Даниэль спросила, разве у неё есть причина помогать спасшимся, Кейт ответила, что бежать со станции «Гидра» им помогла девушка по имени Алекс, и что скорее всего она и есть дочь Руссо («Триша Танака мертва», 10-я серия 3-го сезона). Вместе с Саидом, Локком и Кейт Даниэль разыскала станцию «Пламя» и её одноглазого обитателя по имени Михаил Бакунин, однако в его захвате не участвовала — по её словам, она 16 лет обходила опасные места стороной и только поэтому выжила. Дождавшись, пока спасшиеся вернулись вместе с Михаилом в условленное место, она предложила убить русского, но Саид пощадил его («Введите 77», 11-я серия 3-го сезона).
Пока они шли к поселению Других, Кейт спросила, почему Руссо ничего не спрашивает о дочери. Она ответила, что прошло много лет и что Алекс, наверное, не узнает её. Перебравшись внутрь защитного круга из металлических столбов, группа вместе с Даниэль вышла к поселению, где сквозь заросли увидела Джека, играющего с Томом в футбол. Позднее, отделившись от группы и спрятавшись, она увидела на пристани Алекс, которая привела Локка к подводной лодке («Человек из Таллахасси», 13-я серия 3-го сезона).

#### Сезон 4
Руссо пошла с группой Лока и жила с ними в бараках. Позже Бен дал Руссо, Карлу и Алекс карту к Храму. По дороге Карла и Руссо убили люди с корабля, а Алекс взяли в плен и убили немного позднее. После смерти Руссо Майлз обнаружил тело Карла и её.

#### Сезон 5
Джин встречает молодую Руссо и чуть не погибает от её руки. Потом Руссо появляется во флешбэке Бена, показывается момент похищения её дочери — Алекс.

#### Сезон 6
В альтернативной версии Алекс упоминает, что её мать работает на двух работах (Dr. Linus). Сама Даниэль появляется только в серии What They Died For, где приглашает доктора Лайнуса на обед. Даниэль в разговоре вспоминает своего мужа, который умер "когда Алекс было два года".